# 水神 (日本)
水神（日语：すいじん或みずがみ）乃日本神道對於與水（主要是淡水水域）相關的神祇之總稱。

## 概要
對農耕民族而言，水是最重要的東西，尤其能左右該年的收穫狀況。一般日本民間普遍將水神與田神一同共祀，便是這個原因。至於在水源地祭祀之水神（有時稱作水分神），則通常跟山神作連結。另外關於日常生活用的水，則在水井、汲水之處祭拜水神。常見的水神象徵有河童、龍、蛇等動物，日本民間認為這些神使乃水神派遣而來。

## 眾神祇
在日本神話中，跟「水」相關的神明計有下列：
- 彌都波能賣神
- 闇淤加美神
- 闇御津羽神
- 天之水分神與國之水分神
- 速秋津日子神與速秋津比賣神，另生下四對八位亦屬水神之神明：
  - 沫那藝神、沫那美神
  - 頰那藝神、頰那美神
  - 天之水分神、國之水分神
  - 天之久比奢母智神、國之久比奢母智神
- 瀨織津姬神
- 若宇加能賣命
- 木俁神
- 橋姬
- 泣澤女神

## 內部連結
- 八岐大蛇